# Quần áo bảo hộ lao động

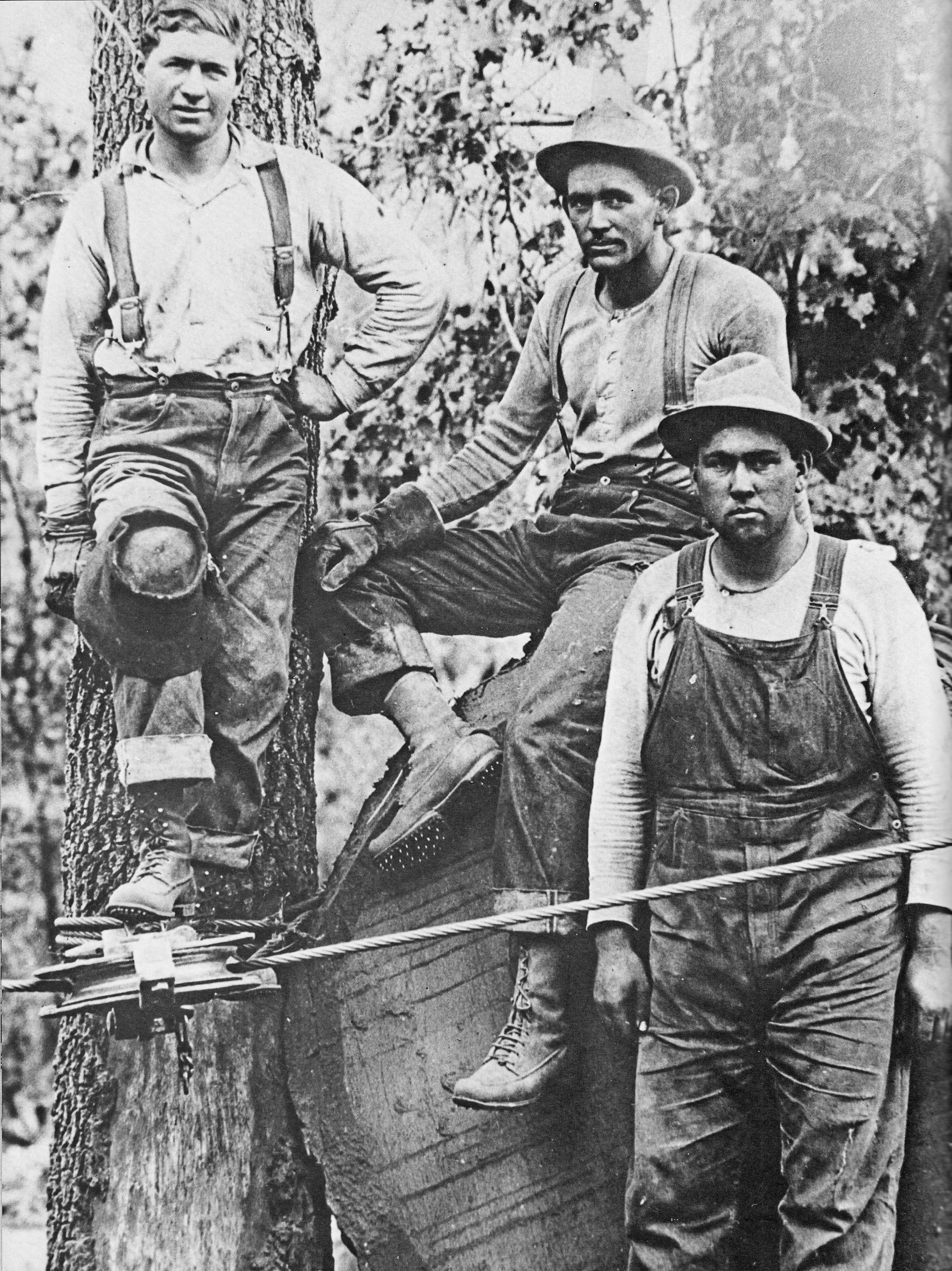
Thợ rừng Sugar Pine.

Quần áo bảo hộ lao động (tiếng Anh: Workwear) là trang phục đặc biệt được thiết kế để bảo vệ người lao động khỏi các nguy hiểm trong môi trường làm việc. Thị trường quần áo bảo hộ lao động đang ngày càng phát triển, với nhiều lựa chọn nhà bán lẻ khác nhau. Các chuỗi cửa hàng lớn trong lĩnh vực này đang ghi nhận mức tăng trưởng ổn định từ 6% đến 8% hàng năm trong lĩnh vực quần áo lao động dành cho nam giới.

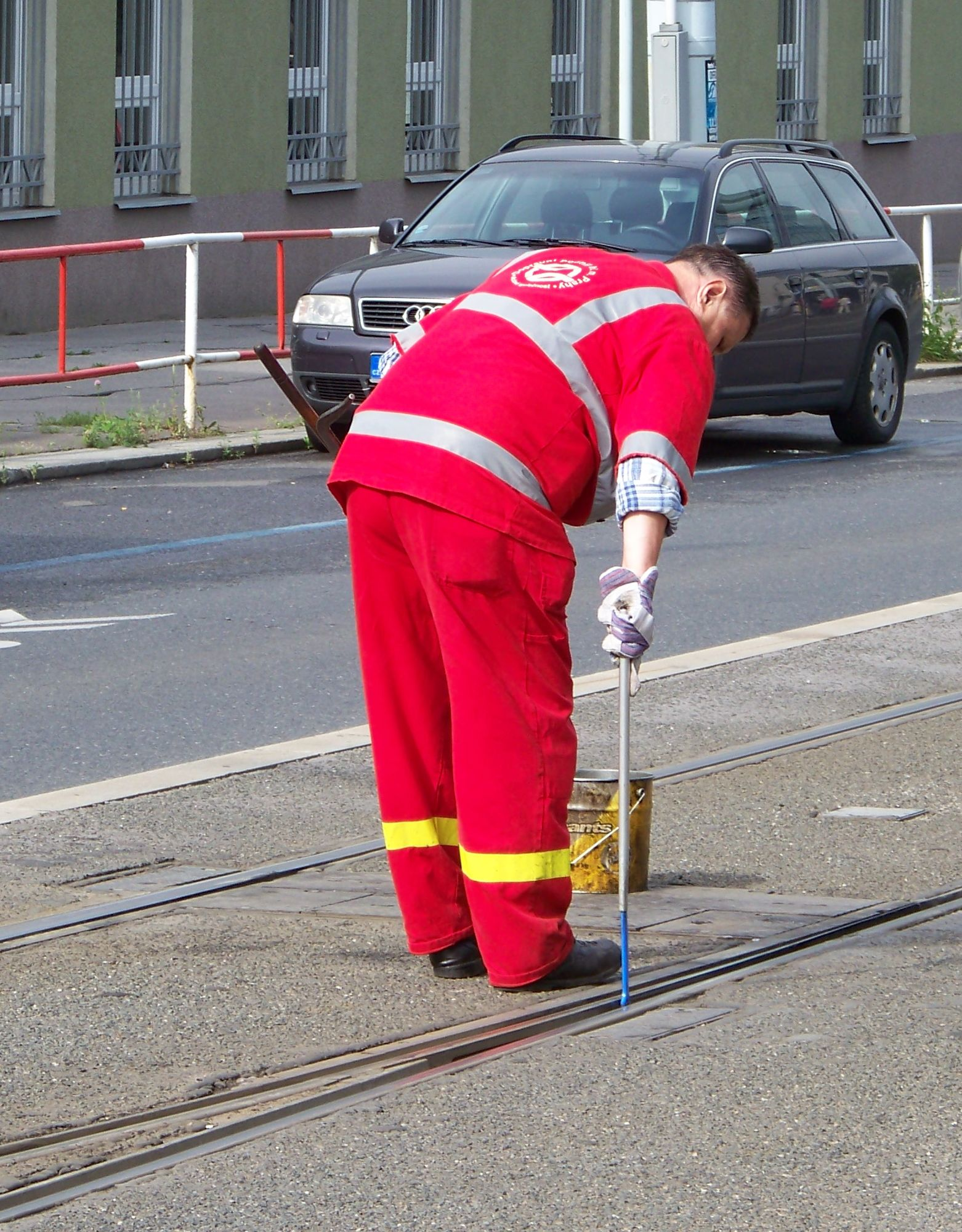
Bộ quần áo của nhân viên bảo trì xe điện

Ở Vương quốc Anh, nếu công ty cung cấp quần áo bảo hộ lao động cho nhân viên mà không có logo, thì nhân viên đó có thể phải chịu thuế thu nhập cho khoản "thu nhập không bằng tiền" này. Tuy nhiên, nếu quần áo bảo hộ lao động có logo của công ty, thì nhân viên có thể được giảm thuế để hỗ trợ chi phí bảo dưỡng.

## Lịch sử
Từ giữa thế kỷ 19 đến những năm 1970, người lao động chân tay ở Anh thường mặc trang phục đặc trưng gồm mũ lưỡi trai, quần nhung, bốt dày và áo khoác lừa. Công nhân nhà máy ở Yorkshire và Lancashire, Anh, mặc trang phục đặc trưng khác với trang phục của người lao động nói chung. Họ đi guốc kiểu Anh thay để giảm nguy cơ bị vướng vào máy móc chạy bằng hơi nước.

### Hàng hải
Từ cuối thế kỷ 18, thủy thủ tàu buôn và cảng mặc quần jean ống loe, áo phông sọc, áo len cổ lửng dệt kim và áo khoác ngắn màu xanh lam. Trang phục này tiện lợi và thoải mái, phù hợp với công việc trên tàu. Trang phục cơ bản này, kết hợp với thắt lưng da dày, mũ phẳng và guốc, cũng là dấu hiệu nhận biết của các băng nhóm tội phạm đầu thế kỷ như Scuttlers. Các băng nhóm này thường hoạt động ở các cảng biển của Anh và Ireland, và họ sử dụng trang phục này để thể hiện sự cứng rắn và uy quyền của mình. Ngày nay, trang phục thủy thủ vẫn được sử dụng, nhưng có thêm một số cải cách hiện đại như áo lông cừu Polar, áo hoodie, mũ bóng chày và mũ len.

### Đường sắt
Thời kỳ Viễn Tây, các kỹ sư xe lửa và công nhân đường sắt của Union Pacific mặc những bộ quần áo liền quần, đội mũ và áo khoác làm việc đặc biệt làm từ vải sọc hickory. Người soát vé tàu, người khuân vác và người quản lý nhà ga mặc đồng phục màu xanh trang trọng hơn dựa trên bộ đồ ba mảnh, với các nút bằng đồng và một chiếc kepi quân sự dư thừa từ thời Nội chiến.

## Kỷ nguyên hiện đại

### Ngành công nghiệp khai thác gỗ
Từ thời miền Tây Cổ, người thợ rừng Mỹ và Canada đã mặc áo khoác ca rô buffalo Pendleton để bảo vệ khỏi lưỡi cưa. Họ cũng mặc mũ len dệt, mũ bẫy thú và ủng cao chống thấm nước có mũi giày gia cố. Trong chiến tranh, Quân đội Mỹ đã cấp cho các đội xe jeep áo khoác len đệm màu xanh ô liu. Áo ca rô Pendleton trở nên phổ biến như trang phục thường ngày ở Mỹ trong những năm 1950.

### Chuyên dùng cho tài xế xe tải
Từ những năm 1930, tài xế xe tải và thợ máy đã mặc một bộ trang phục đặc trưng, trong đó có mũ thủy thủ. Mũ này tượng trưng cho mối liên hệ của họ với các cảng biển, nơi hàng hóa được vận chuyển khắp cả nước. Phong cách này trở thành nguồn cảm hứng cho các nhóm văn hóa phụ trong những năm 1950 và 1960. Đến đầu những năm 1980, mũ thủy thủ được thay thế bằng mũ lưỡi trai bằng xốp và lưới, vốn được các nhà sản xuất tặng cho tài xế xe tải để quảng cáo sản phẩm.